# Hagnagora anicata
Hagnagora anicata es una especie de polilla de la familia de las geométridas. Es un complejo de especies que se extiende de México hasta Bolivia y al este hasta el occidente de Venezuela en paralelo con Los Andes. Otra población habita también en Jamaica. Aunque tradicionalmente se ha considerado una sola especie, los análisis recientes muestran que se trata de un complejo de cinco
o más especies.
Los adultos tienen en las alas delanteras una banda de color blanco crema, que inicia de un lado cerca del centro en dirección hacia el borde sin alcanzarlo sobre fondo marrón. El ala posterior es el color pardusco.